# Polymerurus rhomboides
Polymerurus rhomboides is een buikharige uit de familie Chaetonotidae. Het dier komt uit het geslacht Polymerurus. Polymerurus rhomboides werd in 1887 voor het eerst wetenschappelijk beschreven door Stokes. 